# Distretto di Cuturapi
Il distretto di Cuturapi è uno dei sette distretti  della provincia di Yunguyo, in Perù. Si trova nella regione di Puno e si estende su una superficie di 21,74 chilometri quadrati.

Istituito il 28 dicembre 1984, ha per capitale la città di San Juan de Cuturapi; al censimento 2007 contava 1.598 abitanti.